# Richard Vogt (boxe anglaise)
Pour les articles homonymes, voir Richard Vogt et Vogt (homonymie).
Richard Vogt est un boxeur allemand né le 26 janvier 1913 à Hambourg et mort le 13 juillet 1988 dans la même ville.

## Biographie
Il remporte la médaille d'argent olympique des poids mi-lourds aux Jeux de Berlin en 1936 en étant battu en finale par le français Roger Michelot. Une revanche pour Roger Michelot qui avait été défait en demi-finale lors de l’édition précédente à Los Angeles en 1932. 
Michelot est également l’arrière-grand-père du handballeur international français Mathieu Grébille. Ses aventures olympiques ont inspiré le réalisateur Gérard Oury pour certaines scènes de "L'As des as", avec Jean-Paul Belmondo, en chef de délégation. Avant ce film-là, Roger Michelot avait tenu le rôle d'un entraîneur dans "L'Air de Paris" de Marcel Carné en 1954. Dans l'adaptation cinématographique de Max Schmeling, "Une légende allemande", le boxeur Arthur Abraham a joué le rôle de Richard Vogt. 
Vogt a également fait les gros titres en tant que pilote de course sous harnais. Il possédait aussi 40 acres de terrain à Wandsbek et quelques chevaux au trot et a également travaillé comme éleveur. Il a passé sa retraite dans une maison de retraite à Hambourg. 